# Olympische Sommerspiele 1932/Teilnehmer (Ungarn)
| Gelbes Symbol für Goldmedaillen mit stilisierten Olympischen Ringen | Graues Symbol für Silbermedaillen mit stilisierten Olympischen Ringen | Braundes Symbol für Bronzemedaillen mit stilisierten Olympischen Ringen |
| ------------------------------------------------------------------- | --------------------------------------------------------------------- | ----------------------------------------------------------------------- |
| 6                                                                   | 4                                                                     | 5                                                                       |

Ungarn nahm an den Olympischen Sommerspielen 1932 in Los Angeles mit einer Delegation von 58 Athleten (56 Männer und 2 Frauen) an 39 Wettkämpfen in elf Wettbewerben teil.
Die ungarischen Sportler gewannen sechs Gold-, vier Silber- und fünf Bronzemedaillen. In den Kunstwettbewerben sicherten sich die ungarischen Künstler eine Bronzemedaille, die aber nicht im offiziellen Medaillenspiegel berücksichtigt wurde, in dem die Niederlande den sechsten Platz belegte. Olympiasieger wurden der Boxer István Énekes im Fliegengewicht, der Turner István Pelle am Seitpferd und am Boden, der Fechter György Piller mit dem Säbel sowie die Säbel-Mannschaft und die Wasserballmannschaft der Männer. Fahnenträger bei der Eröffnungsfeier war der Leichtathlet Péter Bácsalmási.

## Teilnehmer nach Sportarten

### Boxen
- István Énekes
Fliegengewicht: Gold

- Lajos Szigeti
Mittelgewicht: im Viertelfinale ausgeschieden

### Fechten
Männer
- Attila Petschauer
Säbel: 5. Platz
Säbel Mannschaft: Gold

- Ernő Nagy
Säbel Mannschaft: Gold

- Gyula Glykais
Säbel Mannschaft: Gold

- Aladár Gerevich
Säbel Mannschaft: Gold

- Endre Kabos
Säbel: Bronze 
Säbel Mannschaft: Gold

- György Piller
Säbel: Gold 
Säbel Mannschaft: Gold

- Imre Petneházy
Degen: in der 1. Runde ausgeschieden

- Tibor Benkő
Degen: in der 2. Runde ausgeschieden

Frauen
- Margit Danÿ
Florett: in der 1. Runde ausgeschieden

- Erna Bogen
Florett: Bronze

### Kunstwettbewerbe
- Pál Vágó
- Pál Szűcs
- Emil Neidenbach
- Ottó Misángyi
- György Kürthy
- József Kucharik
- Szabolcs Horváth
- Miklós Hodászy
- Alfréd Hajós
- György Doros
- Róbert Byssz
- Miltiades Manno
Rundplastiken: Bronze

### Leichtathletik
Männer
- Péter Bácsalmási
Dreisprung: 9. Platz
Zehnkampf: 10. Platz

- József Darányi
Kugelstoßen: 8. Platz

- István Donogán
Diskuswurf: 5. Platz

- Endre Madarász
Diskuswurf: 6. Platz

- József Remetz
Diskuswurf: 9. Platz

### Moderner Fünfkampf
- Elemér Somfay
Einzel: 7. Platz

- Tibor Benkő
Einzel: 18. Platz

- Imre Petneházy
Einzel: 19. Platz

### Radsport
- Sebestyén Schmidt
Straßenrennen: 31. Platz

### Ringen
- László Szekfű
Bantamgewicht, griechisch-römisch: in der 2. Runde ausgeschieden

- Ödön Zombori
Federgewicht, griechisch-römisch: in der 2. Runde ausgeschieden
Bantamgewicht, Freistil: Silber

- Károly Kárpáti
Leichtgewicht, Freistil: Silber

- Gyula Zombori
Weltergewicht, griechisch-römisch: in der 1. Runde ausgeschieden
Weltergewicht, Freistil: in der 3. Runde ausgeschieden

- József Tunyogi
Mittelgewicht, Freistil: Bronze

### Schießen
- Zoltán Soós-Ruszka Hradetzky
Kleinkalibergewehr liegend 50 m: Bronze

- Tibor Tary
Kleinkalibergewehr liegend 50 m: 11. Platz

- Antal Barát-Lemberkovits
Kleinkalibergewehr liegend 50 m: 18. Platz

### Schwimmen
Männer
- Gyula Kánásy
400 m Freistil: im Vorlauf ausgeschieden

- András Wanié
100 m Freistil: im Vorlauf ausgeschieden
4-mal-200-Meter-Freistil-Staffel: Bronze

- András Székely
100 m Freistil: im Halbfinale ausgeschieden
4-mal-200-Meter-Freistil-Staffel: Bronze

- László Szabados
4-mal-200-Meter-Freistil-Staffel: Bronze

- István Bárány
100 m Freistil: im Halbfinale ausgeschieden
4-mal-200-Meter-Freistil-Staffel: Bronze

### Turnen
- István Pelle
Einzelmehrkampf: Silber 
Boden: Gold 
Pferdsprung: 6. Platz
Barren: Silber 
Reck: 4. Platz
Ringe: 12. Platz
Seitpferd: Gold 
Tumbling: 4. Platz
Mannschaftsmehrkampf: 4. Platz

- Miklós Péter
Einzelmehrkampf: 16. Platz
Boden: 10. Platz
Pferdsprung: 7. Platz
Barren: 7. Platz
Reck: 7. Platz
Tauhangeln: 4. Platz
Mannschaftsmehrkampf: 4. Platz

- József Hegedűs
Einzelmehrkampf: 20. Platz
Boden: 18. Platz
Barren: 7. Platz
Ringe: 13. Platz
Mannschaftsmehrkampf: 4. Platz

- Péter Boros
Einzelmehrkampf: 19. Platz
Boden: 19. Platz
Pferdsprung: 9. Platz
Seitpferd: 5. Platz
Tauhangeln: 5. Platz
Mannschaftsmehrkampf: 4. Platz

### Wasserball
- Gold 
István Barta
György Bródy
Sándor Ivády
Olivér Halassy
Márton Homonnai
Alajos Keserű
Ferenc Keserű
János Németh
Miklós Sárkány
József Vértesy